# Прапор Диканського району
Пра́пор Дика́нського райо́ну — офіційний символ Диканського району Полтавської області, затверджений 4 жовтня 2000 року рішенням 13 сесії Диканської районної ради 23 скликання.

## Опис
Прапор являє собою прямокутне полотнище зі співвідношенням сторін 2:3, яке розділене на три рівновеликі горизонтальні смуги: бузкову, малинову та жовту. У лівому верхньому куті розміщено зелений дубовий листок.

## Символіка
Бузковий колір означає молодість, свіжість, сподівання i надію на майбутнє, а також районну пам'ятку природи — Бузковий гай. Малиновий колір — історичний колір козацтва, а жовтий — символ хліборобства та колір золотого колосся. Дубовий листок на бузковому фоні символізує твердість, силу, стабільність, впевненість у своїх силах.